# Лемерсье, Жак
Жак Лемерсье́, Лёмерсье (фр. Jacques Lemercier, 1585, Понтуаз — 13 января 1654, Париж) — французский архитектор, наряду с Франсуа Мансаром и Луи Лево считается одним из создателей архитектурного стиля Людовика XIII, соединявшего принципы классицизма и элементы барокко. Иногда этот стиль называют французским классицизирующим барокко.

## Биография и творчество
Жак Лемерсье принадлежал к потомственной семье масонов (master mason — «мастеров каменной кладки») и инженеров-строителей из Понтуаза, известных в Иль-де-Франс с XVI века. Строителями были дед Жака: Пьер Ле Мерсье и отец Никола Ле Мерсье Старший (1541—1637). Брат Жака Лемерсье — Пьер Лемерсье Второй (? — 1639) также был архитектором и помощником Жака. Известны и другие представители этой семьи.
В 1607—1611 годах жак Лемерсье совершил поездку в Италию. В Риме он усвоил уроки архитектуры римского классицизма Браманте и Рафаэля, а также классического римского барокко. Поэтому вернувшись во Францию в 1612 году, он продемонстрировал хорошее знание итальянской строительной школы. Завершая строительство Люксембургского дворца для Марии Медичи после кончины Саломона Деброса в 1626 году, Лемерсье также проявил понимание архитектурного стиля флорентийского маньеризма. В дальнейшем, опираясь на французские традиции, Лемерсье сумел выработать оригинальный архитектурный стиль, соединивший все компоненты.
Однако вначале ему пришлось работать инженером по строительству мостов и завершать постройки других архитекторов. В 1617 году он построил в Париже амфитеатр медицины (l’amphithéâtre de médecine) на улице де ла Бушри (не сохранился), в 1622 году он спроектировал портал замка Драси-Сен-Лу (du château de Dracy-Saint-Loup), департамент Сона-и-Луара, в 1623—1637 годах руководил завершением строительства церкви Сент-Эсташ (Saint-Eustache) — святого Евстафия в Париже.
В 1615 году Жак Лемерсье получил звание королевского архитектора. В 1624 году он был назначен кардиналом Ришельё руководителем работ по перестройке «Квадратного двора» (Cour Carrée) Лувра. Лемерсье продолжил идеи проекта, разработанного в 1546 году Пьером Леско, предполагающего систему нескольких взаимосвязанных дворов. В центре западного фасада «Квадратного двора» Лемерсье возвёл «Павильон часов» (Pavillon de l’Horloge) (Павильон Сюлли, 1624—1630), оформив его тремя проездными арками первого яруса, по-барочному сдвоенными колоннами и раскрепованным карнизом, лепными орнаментами в стиле итальянского маньеризма. В центре верхнего яруса расположены часы, а надстройка Павильона украшена большими статуями кариатид работы скульптора Жака Саразена (высокая кровля Павильона часов была надстроена в 1852—1868 годах при Наполеоне III).
В 1624—1631 годах Жак Лемерсье вместе с архитектором Филибером Леруа оформил новый фасад Большого Версальского дворца со стороны Мраморного двора в типичном стиле Людовика XIII. В период 1629—1636 годов архитектор строил дворец кардинала Ришельё (le Palais Cardinal), ныне Пале-Рояль, руководил работами в церкви и нескольких зданиях Сорбонны (1626—1635). Церковь Сорбонны (1635—1642) является шедевром Лемерсье, типичной постройкой стиля Людовика XIII. Полусферический купол на высоком восьмиугольном барабане — первый в своем роде во Франции, как и двухъярусный фасад с раскрепованным антаблементом, сдвоенными колоннами и волютами по сторонам, восходят к типично «римской схеме» (канонической композиции конгрегационных церквей римского барокко).
В 1631—1637 Жак Лемерсье строил Шато де Ришельё в департаменте Эндр-и-Луара (le château de Richelieu d’Indre-et-Loire). Масштабным градостроительным проектом стал план резиденции и нового «Города Ришельё» в Пуату (начат в 1627 году, но затем заброшен). Не сохранившийся дворец Ришельё (разрушен пожаром в 1763 году) представлял собой вариацию композиции Люксембургского дворца С. Деброса. Менее известны партерные сады, разбитые по проектам Лемерсье, в Монжё, Ришельё и Рюэй. Таким образом, Жак Лемерсье был не только умелым проектировщиком зданий, но и градостроителем, мастером садово-паркового искусства.
В 1639 году, пользуясь протекцией Марии Медичи и кардинала Ришельё, получил звание Первого архитектора короля (Рremier architecte du Roi). С 1645 года и до своей смерти в 1654 году Жак Лемерсье руководил строительством церкви Валь-де-Грас, начатой Франсуа Мансаром.
Одной из последних работ Жака Лемерсье был проект церкви Сен-Рош (св. Роха) в Париже, краеугольный камень которой был заложен Людовиком XIV в 1653 году. Лемерсье спроектировал фасад, как обычно по римской схеме, завершил хор, остальная часть интерьера была выполнена позднее по его плану. Строительство здания было остановлено в 1660 году и возобновилось в 1701 году под руководством архитектора Жака Ардуэн-Мансара, брата более известного Жюля Ардуэн-Мансара. Строительство было окончательно завершено в 1754 году.
Лемерсье умер в Париже. В должности Первого королевского архитектора его сменил Луи Лево. За долгую и успешную карьеру Лемерсье не нажил состояния. Как первый среди королевских архитекторов он получал 3000 ливров в год. Но чтобы расплатиться с долгами ему потребовалось продать собранную им большую библиотеку. Похоронен архитектор в парижской церкви Сен-Жермен-л’Осеруа.

## Галерея

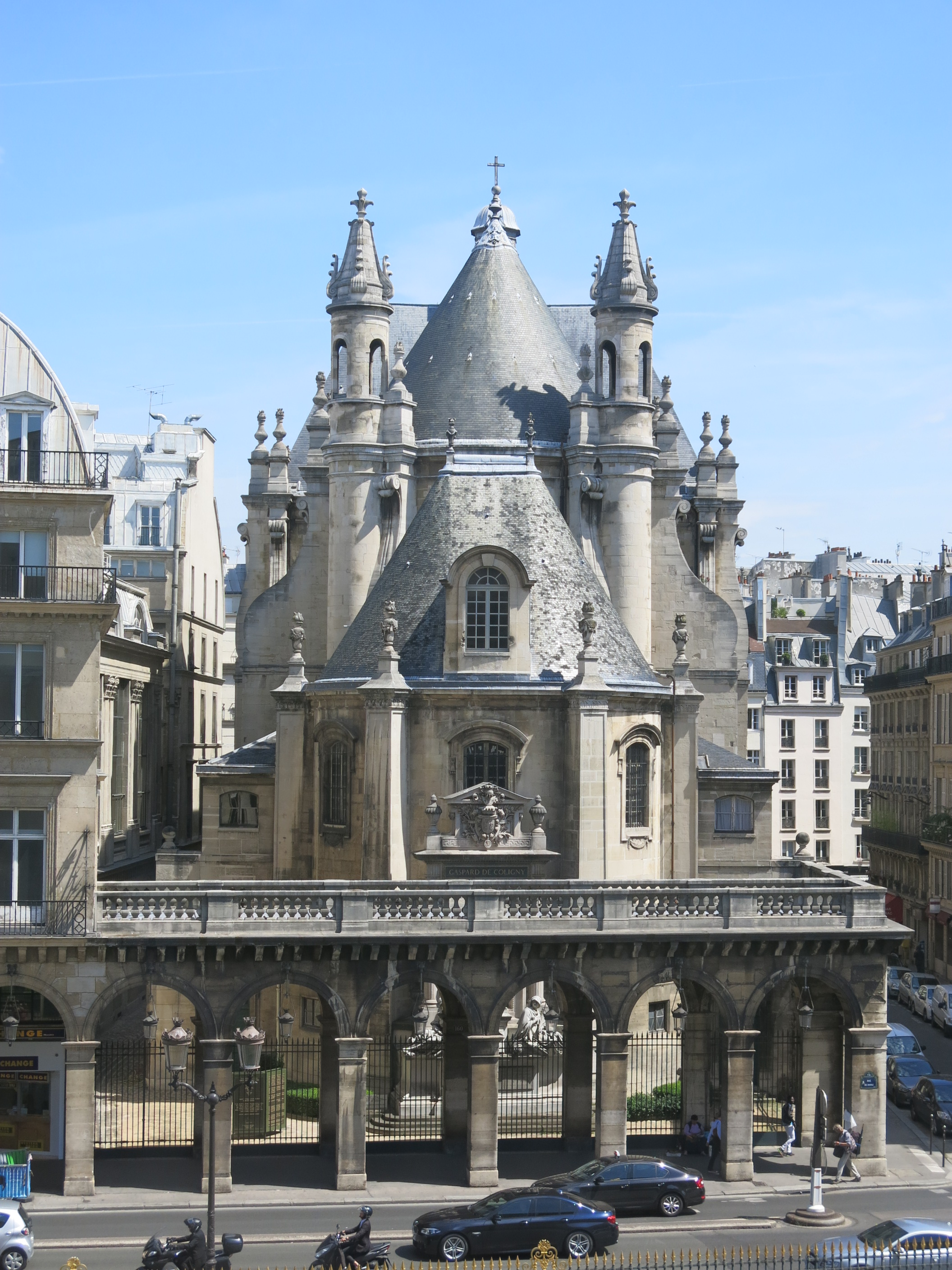
Церковь протестантов Оратория Лувра. 1621—1625
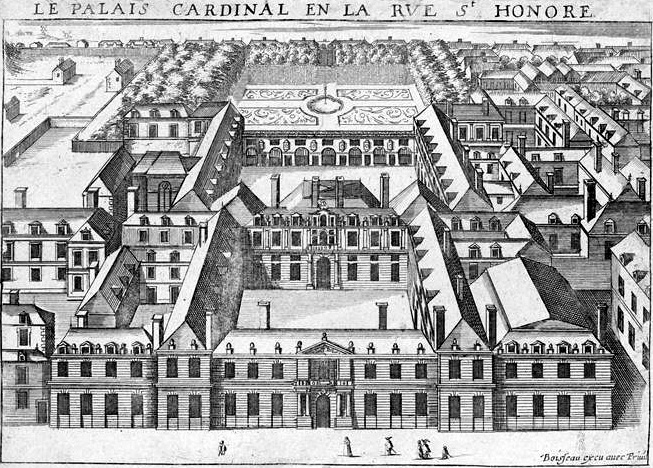
Дворец кардинала Ришельё (le Palais Cardinal), ныне Пале-Рояль. Проект. 1626—1635
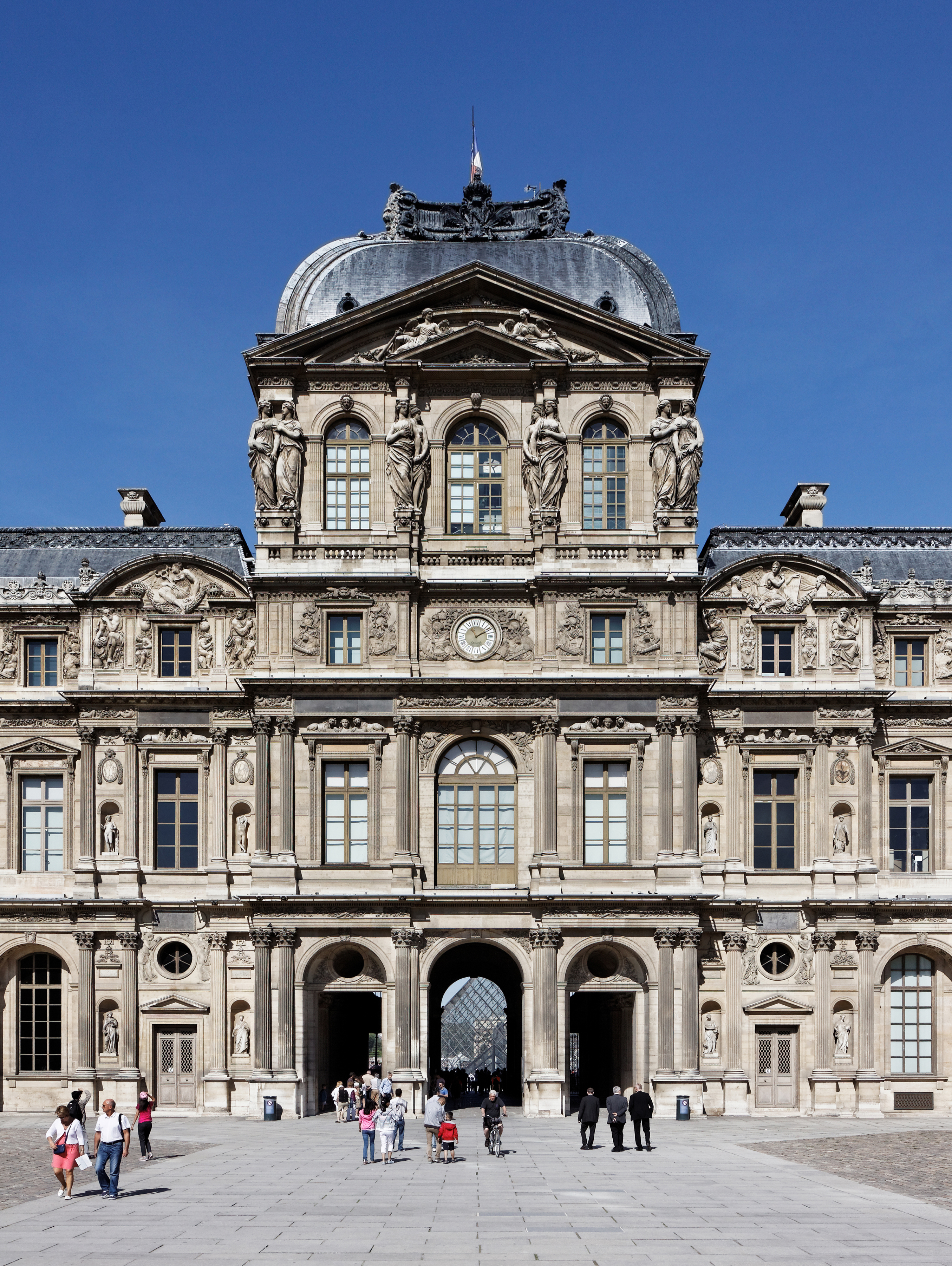
Павильон часов западного фасада «Квадратного двора» Лувра. 1624—1630
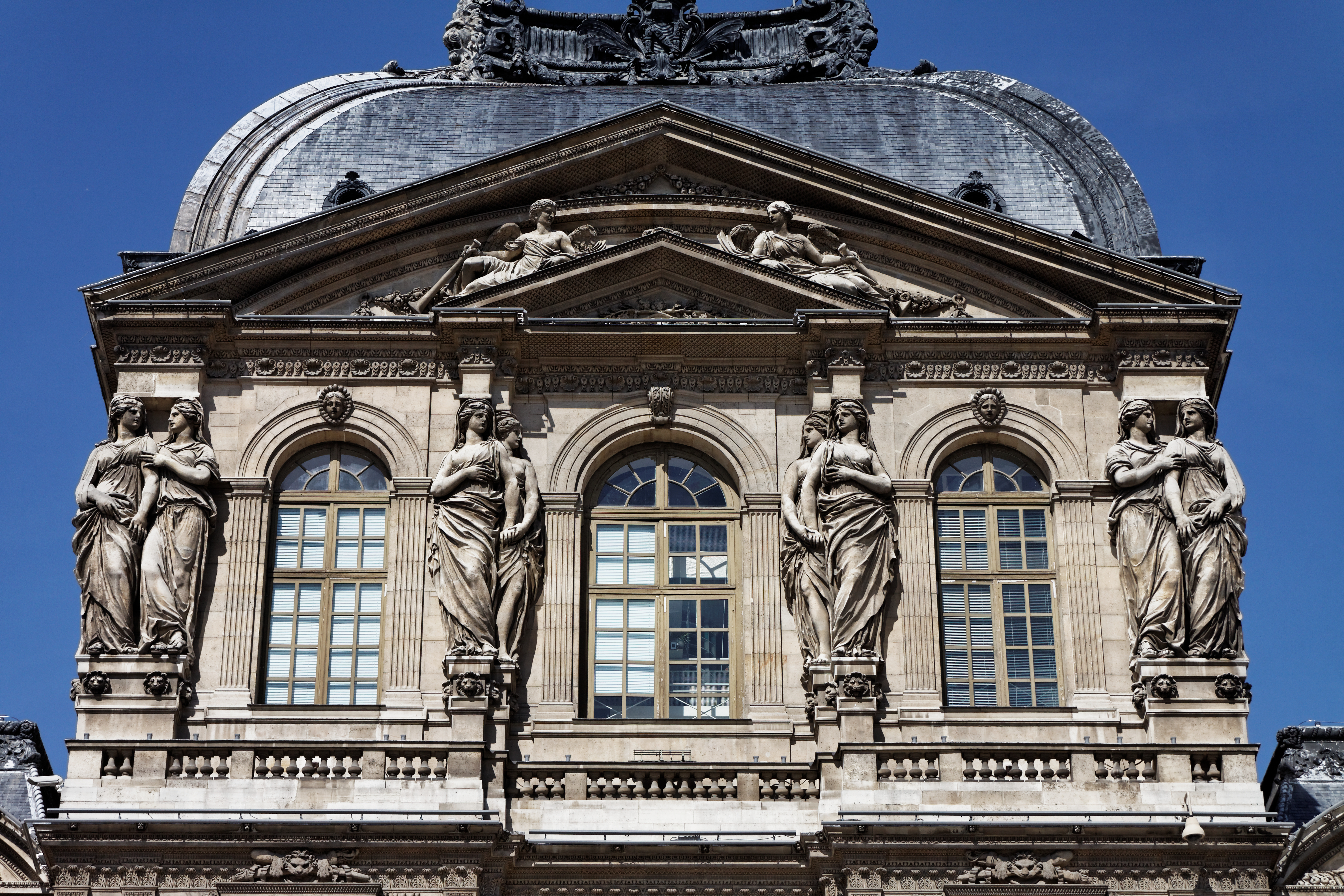
Кариатиды «Павильона часов». 1639—1640. Скульптор Жак Саразен
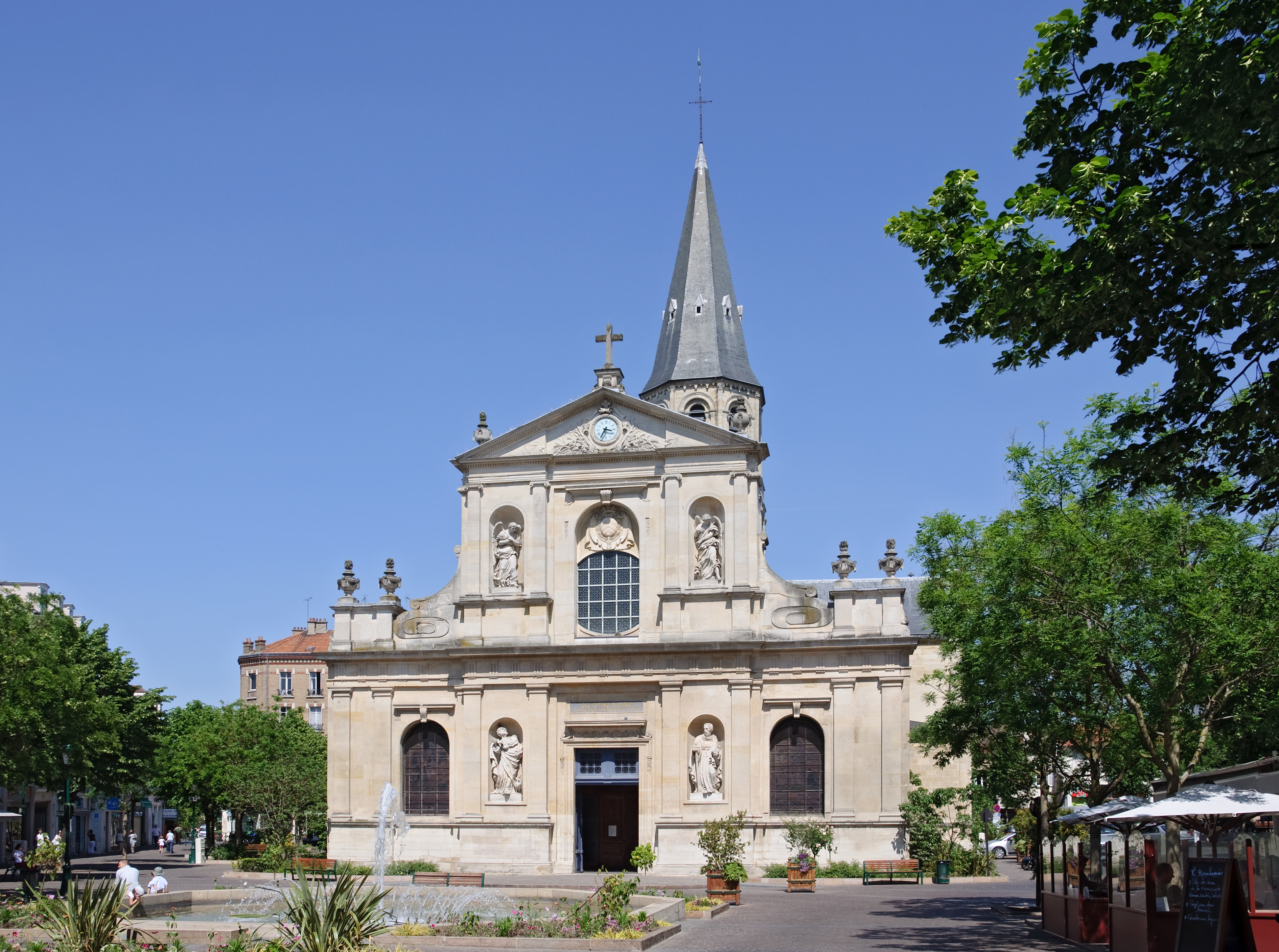
Церковь Сен-Пьер-Сен-Поль (Святых Петра и Павла) в Рюэй-Мальмезон (проект фасада). 1632—1635
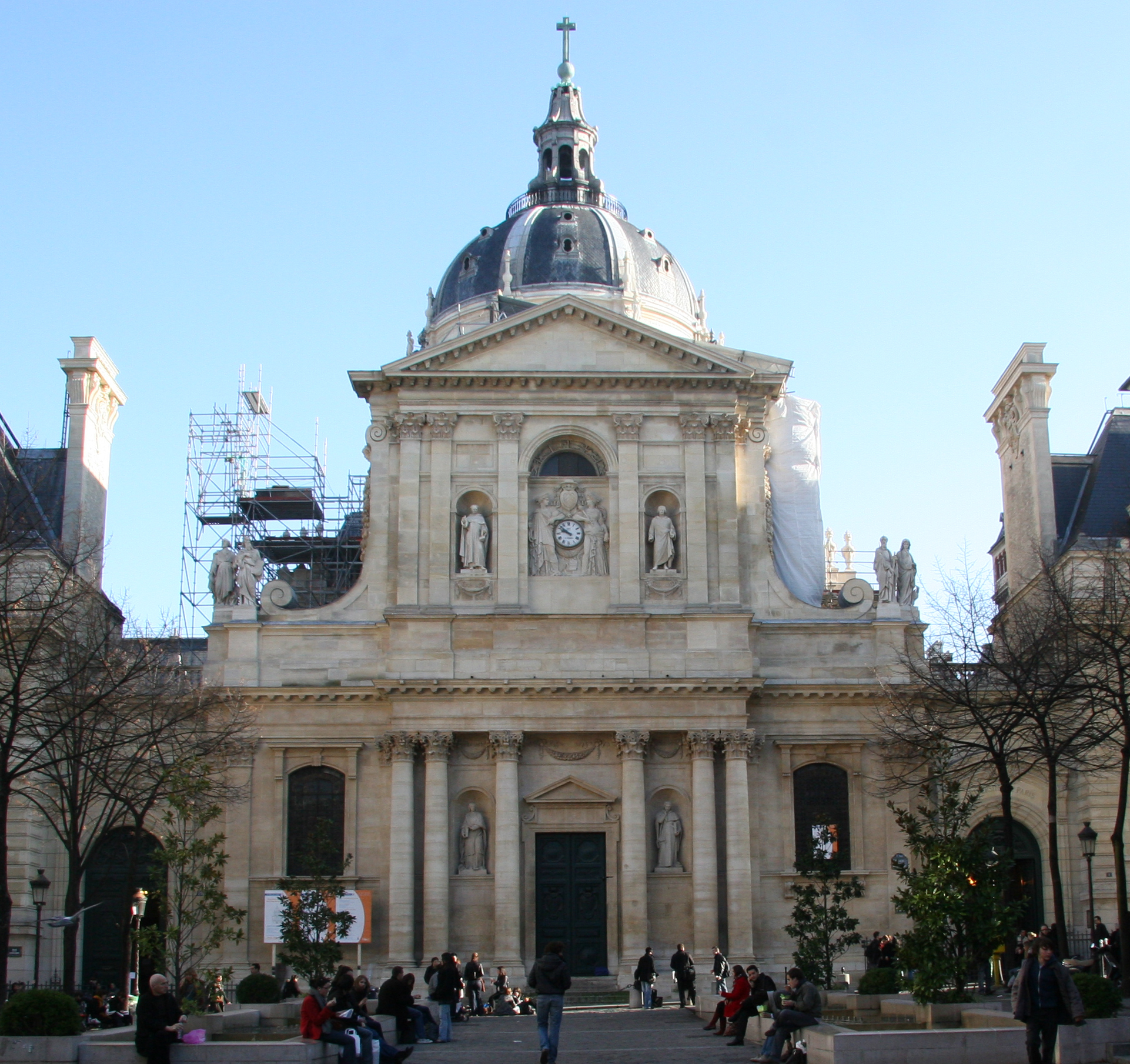
Капелла Святой Урсулы в Сорбонне. 1635—1642
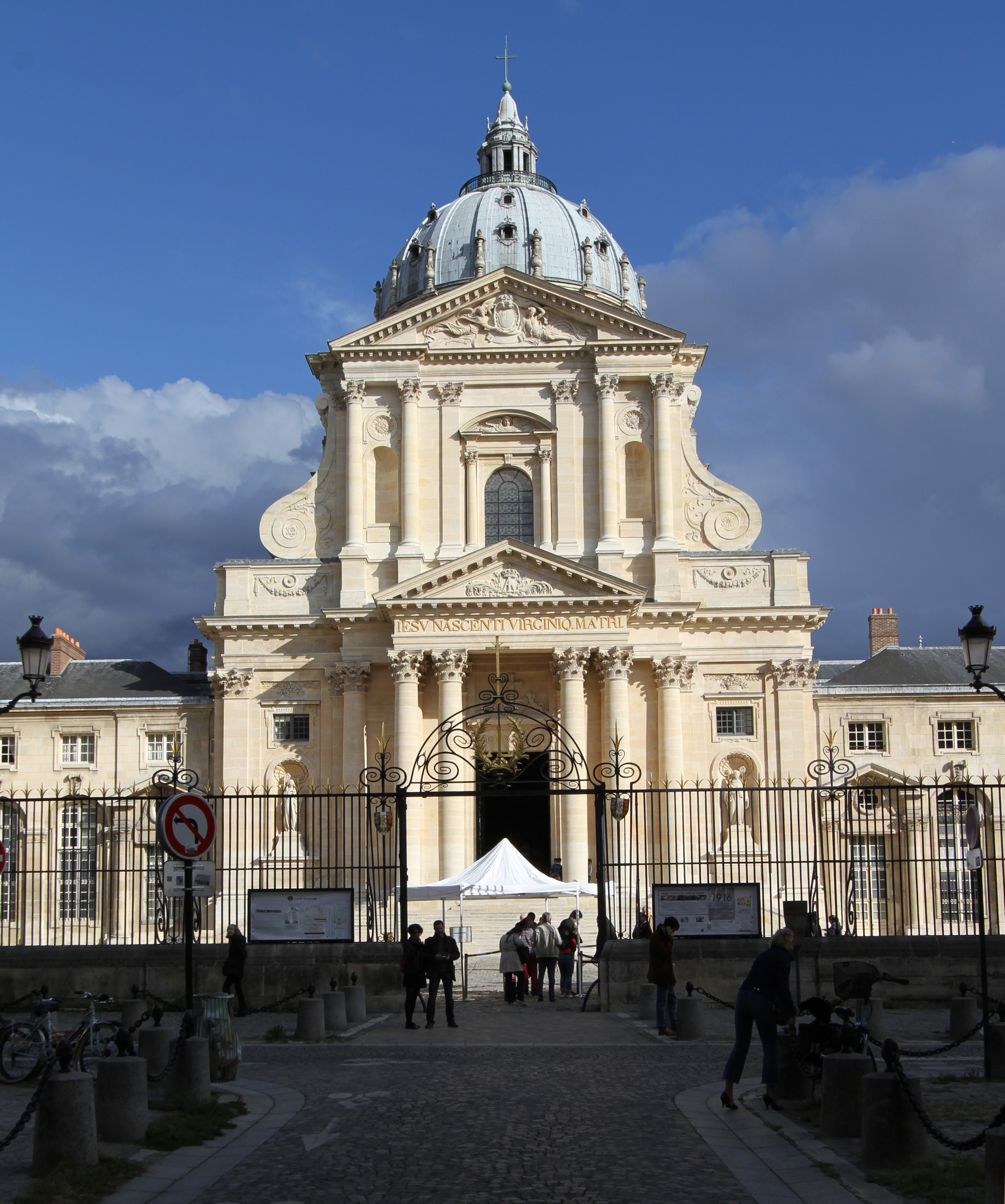
Церковь Валь-де-Грас. Главный фасад. 1645—1654. Париж
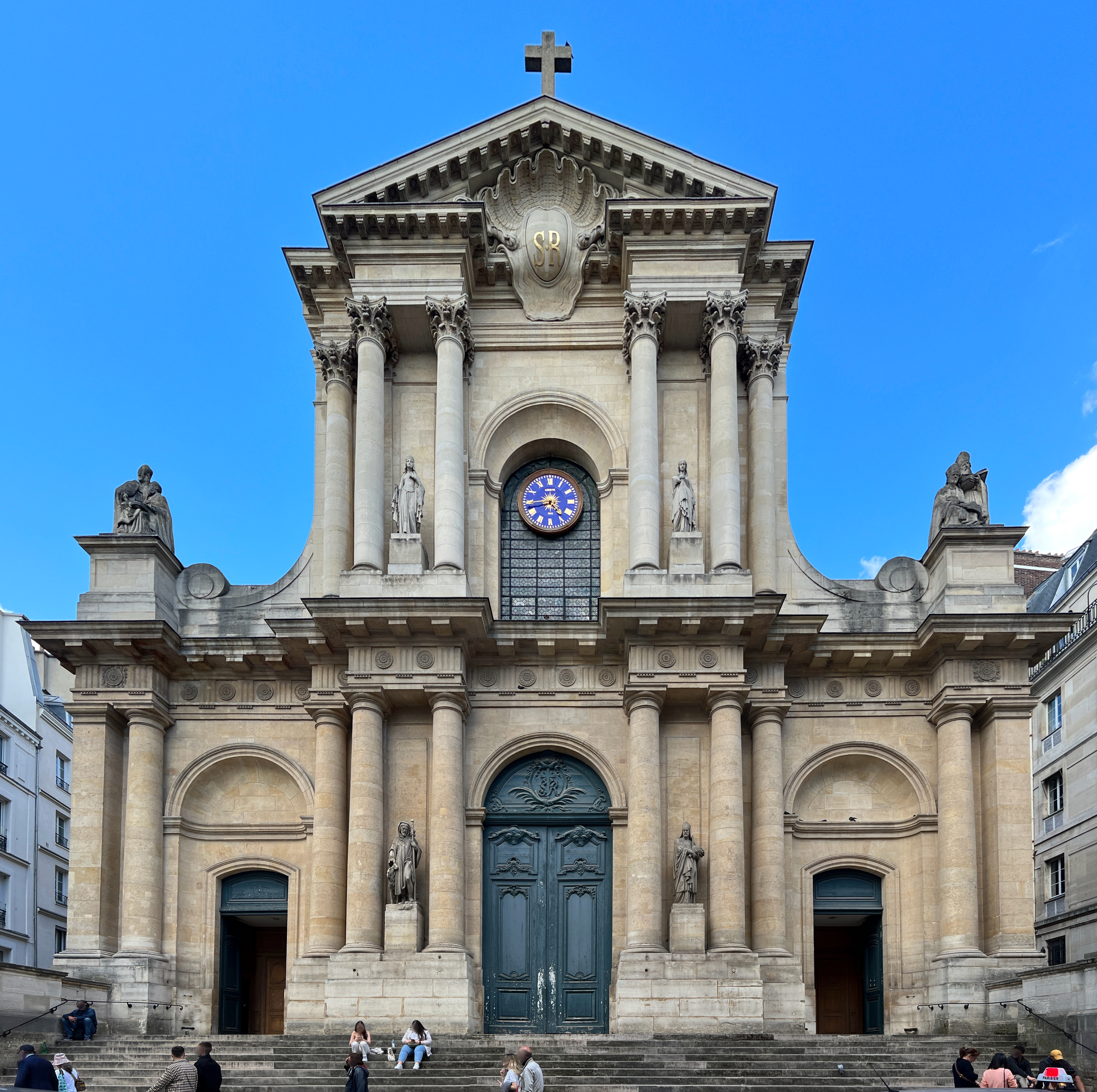
Церковь Святого Роха. Главный фасад. 1653—1654. Париж

## Основные постройки архитектора
- Протестантская церковь Лувра (L’Оratoire du Louvre, 1621—1625)
- Капелла Святой Урсулы Сорбонны (La Chapelle de la Sorbonne, 1635—1642)
- Павильон часов Квадратного двора Лувра (Le Pavillon de l’Horloge au Louvre, 1624—1630)
- Дворец кардинала Ришельё (позднее Пале-Рояль в Париже, Le Palais-Royal à Paris, 1629—1636)
- Церковь Валь-де-Грас в Париже (Église Notre-Dame du Val-de-Grâce, 1645—1654)
- Церковь Сен-Жозеф-де-Карм (Святого Иосифа кармелитов) в Париже (L'Église Saint-Joseph-des-Carmes à Paris, 1613—1620)
- Фасад церкви Сен-Пьер-Сен-Поль (Святых Петра и Павла) в Рюэй-Мальмезон (La façade de l'église Saint-Pierre-Saint-Paul de Rueil-Malmaison, 1632—1635)
- Замок и вилла Ришельё в Эндр-и-Луара (Le château et la ville de Richelieu, Indre-et-Loire, 1631—1637)
- Хор, трансепт и проект фасада церкви Сен-Рош в Париже (Église Saint-Roch, 1653—1654)